# 大西路福音堂
大西路福音堂，为位于中国江苏省镇江市润州区大西路343号的一座前美以美会教堂。
1889年，美以美会在镇江府西门大街（今大西路）南侧购地4亩，拆除原有民房后，兴建福音堂，青砖砌筑，可容700余人礼拜，并附设崇道女校。 
大西路福音堂在1937年曾庇护大批难民，在太平洋战争和文化大革命期间曾被占用。1980年复堂。